# Михайленко, Полина Васильевна
Полина Васильевна Михайленко (1894, Глушково, Курская губерния — 27 сентября 1985, Симферополь) — советский медик. Создатель первой в Крыму станции переливания крови. В годы Великой Отечественной войны — начальник медицинской службы Партизанского движения Крыма. После войны — главный врач Крымской областной станции переливания крови. Заслуженный врач РСФСР.

## Биография
Родилась в 1894 году в селе Глушково Курской губернии, из крестьян, русская. Участница Гражданской войны, добровольно вступила в РККА. Воевала в 1-й Конной армии под командованием С. М. Будённого. Член ВКП(б) с ноября 1919 года. Была не только медицинской сестрой, но и пулемётчицей. Прошла боевой путь от Царицына до Крыма.
После демобилизации, окончив Харьковский медицинский институт в 1926 году, Полина Васильевна стала врачом-хирургом и в 1928 году вернулась в Крым, в Севастополь. С 1930 года — руководитель 1-й Советской больницы (ныне Республиканская клиническая больница им. Н. А. Семашко) в Симферополе. Организатор и с 1932 года руководитель первой станции переливания крови — филиала Центрального Московского института переливания крови. Она размещалась в одноэтажном здании на улице Карла Маркса, 21, в штате было 8 человек во главе с Полиной Михайленко.
Великая Отечественная война
С первых дней Великой Отечественной войны филиал института стал военной организацией. Михайленко П. В. была аттестована как военврач 2-го ранга. В августе она уже знала, что по планам развёртывания партизанского движения Крыма она направляется в лес для медицинского обслуживания партизан. Были заготовлены медикаменты, инструментарий, гипс, наркоз. 31 октября 1941 года Полина Васильевна прибыла в лес, она стала начальником медицинской службы и хирургом партизан Крыма.
"Приехала в лес в своем драповом пальто, в туфельках и шелковых чулках. Очень пригодился белый шерстяной платок. Зашла к командующему Мокроусову А. В." Мокроусов и Мартынов предложили ей сапоги, в которых она проходила год.
Под её руководством в лесу на горе Чучель в Крымском заповеднике был оборудован партизанский госпиталь, но уже в декабре 1941 его пришлось оставить в ходе румынского прочёса. К 1942 году она базировалась в штабе 3-го партизанского района. Переходила из отряда в отряд, делала срочные операции, давала указания медикам и санинструкторам. Во время прочёсов ей приходилось самой участвовать в боях. За период её пребывания на посту благодаря труду, профессионализму, мужеству спасено много партизан. Выполнены десятки хирургических операций в условиях леса.
В ходе военных действий вела записи, по ним видно, что с зимы 1941-1942 годов стационарно разместить раненых практически не было возможности, при отступлении ходячих забирали с собой, тяжёлых маскировали в схронах и оставляли.
За боевые заслуги Полина Васильевна в 1942 году была награждена Орденом Ленина. Эвакуирована по воздуху на Большую землю. Ранена зимой 1943 года, лечилась в 40-м военно-морской госпитале.
В 1944 году после освобождения Крыма от немецко-румынских войск работала в эвакогоспиталях ЭГ 386, ЭГ 2152. Демобилизована в 24 апреля 1946 года. Подполковник медицинской службы. Она вновь становится главным врачом Крымской областной станции переливания крови и начала восстановление Службы крови Крыма. В середине 1950-х по инициативе Полины Васильевны началась постройка здания станции. В 1961 году станция переехала в новое здание на улицу Ялтинскую, 25 (ныне улица Киевская, 37/2). Она руководила станцией до 1961 года.
На пенсии проживала в Симферополе. Умерла Полина Михайловна 27 сентября 1985 года.

## Награды
- Знак «Отличник здравоохранения» Наркомата здравоохранения СССР (1939),
- Ордена Ленина (24.10.1942),
- Ордена Отечественной войны II степени (6.04.1985),
- Заслуженный врач РСФСР.